# Clarafond-Arcine
Ne doit pas être confondu avec Drumettaz-Clarafond.
Clarafond-Arcine est une commune française située dans le département de la Haute-Savoie, en région Auvergne-Rhône-Alpes.

## Géographie

### Localisation
La commune, tournée vers la vallée du Rhône, est située en bordure du plateau de la Semine. Ce plateau domine la vallée du Rhône en aval du défilé de l'Écluse au nord et à l'ouest, avec la ville de Bellegarde-sur-Valserine (Ain) située au nord-ouest, et la vallée des Usses au sud. À l'est s'étire la montagne du Vuache, une chaîne dorsale de 13 km de long sur 1,5 km de large, d'altitude 700 à 1 101 m (mont Vuache), délimitant l'extrême sud-ouest du bassin genevois.
La commune est située à 36 km au nord-ouest d'Annecy, à 11 km au nord de Frangy, à 10 km au sud-est de Bellegarde-sur-Valserine et à 28 km de la douane de Bardonnex.

### Géologie et relief
Les Tines de Parnant, canyon creusé dans la molasse (un grès) par le « nant » (ruisseau) du Parnant à son embouchure dans le Rhône.
La cheminée de fées, juste en amont de ces gorges, sur une colline.

### Voies de communication et transports
La commune est desservie par :
- la RN 508 section Annecy - Bellegarde-sur-Valserine, puis RD 908a (carrefour avant sortie A40 « Éloise ») ;
- l'autoroute A40, sortie « Éloise » (3 km) ;
- le TGV ou TER dans les gares de Bellegarde-sur-Valserine (10 km), Seyssel (14 km), Culoz (27 km) ;
- l'aéroport international de Genève-Cointrin (35 km) ou l'aéroport régional d'Annecy (36 km).
- la gare internationale de Genève-Cornavin (38 km)

### Hameaux et lieux-dits
La commune issue de la fusion des communes de Clarafond et Arcine, compte plusieurs hameaux : Bange, Beauchâtel, Fruitière, Traînant.

## Urbanisme

### Typologie
Au 1er janvier 2024, Clarafond-Arcine est catégorisée commune rurale à habitat dispersé, selon la nouvelle grille communale de densité à sept niveaux définie par l'Insee en 2022.
Elle est située hors unité urbaine. Par ailleurs la commune fait partie de l'aire d'attraction de Genève - Annemasse (partie française), dont elle est une commune de la couronne,. Cette aire, qui regroupe 158 communes, est catégorisée dans les aires de 700 000 habitants ou plus (hors Paris),.

### Occupation des sols
L'occupation des sols de la commune, telle qu'elle ressort de la base de données européenne d’occupation biophysique des sols Corine Land Cover (CLC), est marquée par l'importance des territoires agricoles (47,7 % en 2018), en augmentation par rapport à 1990 (45,1 %). La répartition détaillée en 2018 est la suivante :
forêts (44,8 %), zones agricoles hétérogènes (37,3 %), terres arables (10,1 %), zones urbanisées (2,7 %), eaux continentales (2,6 %), milieux à végétation arbustive et/ou herbacée (2,1 %), prairies (0,3 %), zones industrielles ou commerciales et réseaux de communication (0,1 %).
L'IGN met par ailleurs à disposition un outil en ligne permettant de comparer l’évolution dans le temps de l’occupation des sols de la commune (ou de territoires à des échelles différentes). Plusieurs époques sont accessibles sous forme de cartes ou photos aériennes : la carte de Cassini (XVIIIe siècle), la carte d'état-major (1820-1866) et la période actuelle (1950 à aujourd'hui).

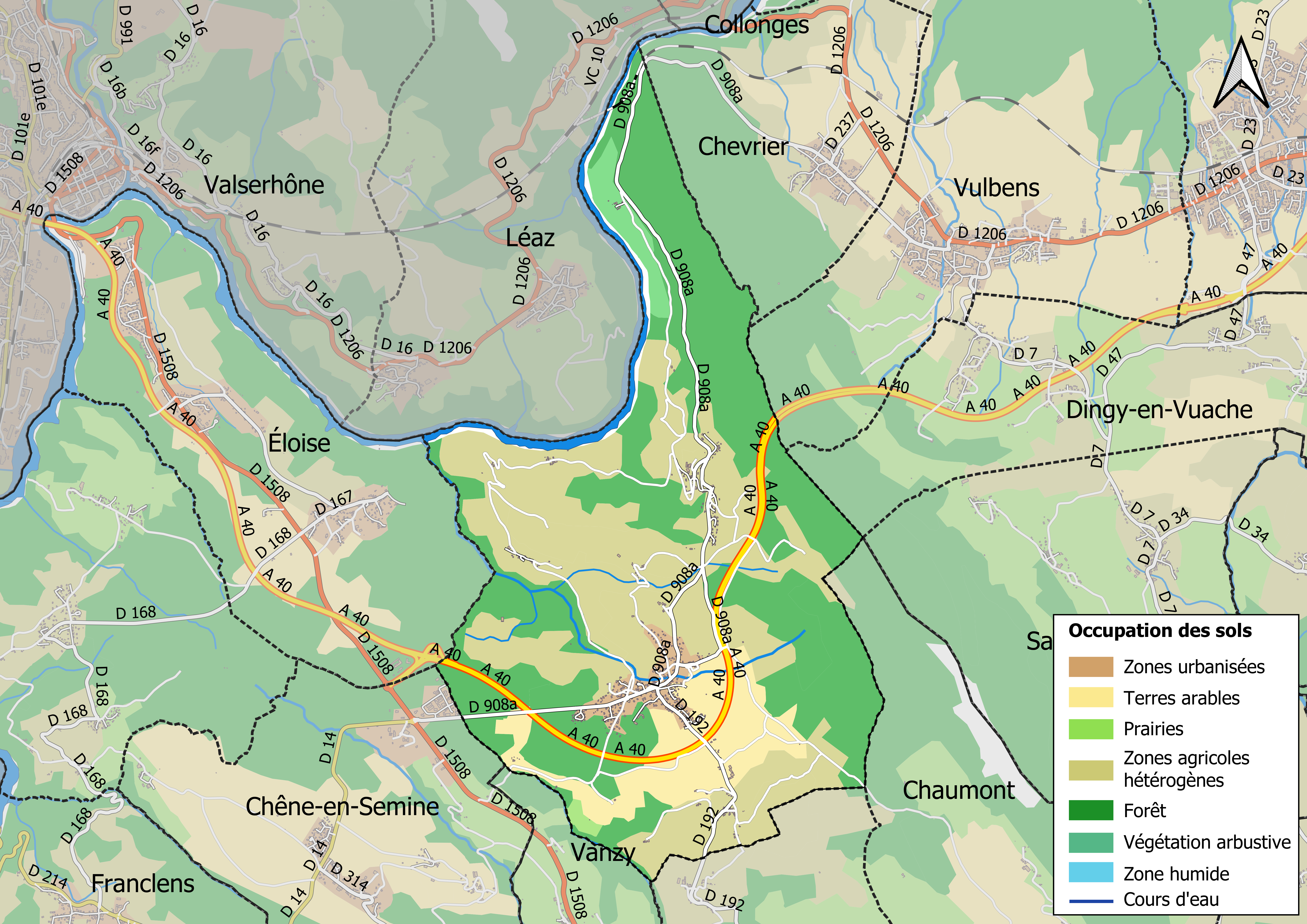
Carte des infrastructures et de l'occupation des sols en 2018 (CLC) de la commune.
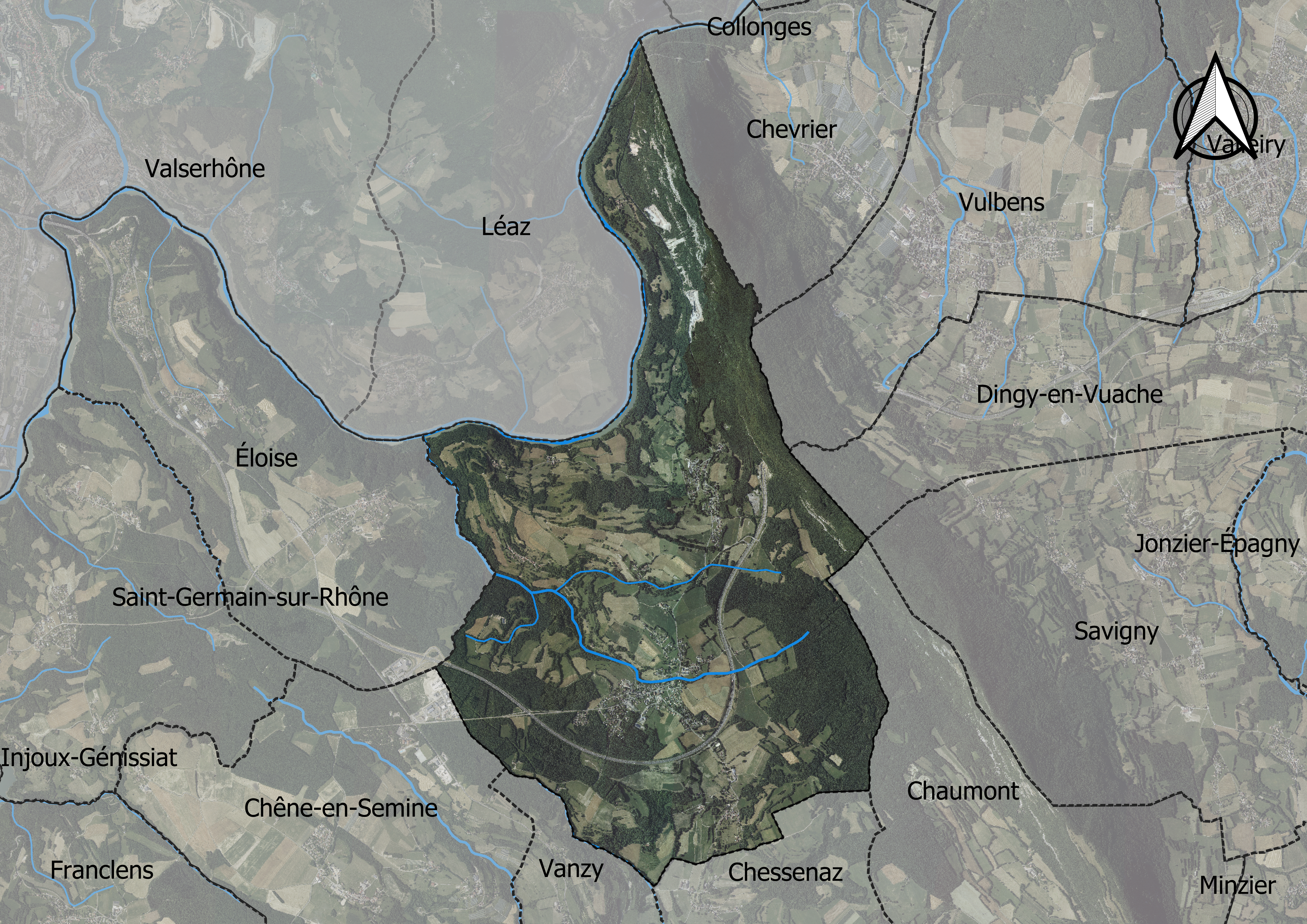
Carte orthophotogrammétrique de la commune.

## Toponymie
Le nom vient du latin « clara », « claire, limpide », et du vieux français « font » (Xe siècle (latin fons, fontis), « source, fontaine, eau de source ».
Le nom de Clarafond a évolué au fil du temps : Clarofonte en 1275 et 1344-1365, Claire Fontaine en 1338, Clarifontis en 1377, Clara Fons et Clarus Fons au XIVe siècle.
En 2006, elle a pris le nom de Clarafond-Arcine, à la suite de la fusion avec la commune d'Arcine (qui était associée à Clarafond depuis 1973).
En francoprovençal, le nom de la commune s'écrit Klyarafon, selon la graphie de Conflans.

## Histoire
Voir les travaux d'histoire locale de François Burdeyron, déposés aux archives d'État de Genève et aux archives départementales de la Haute-Savoie.
- Peu après l'an mil, l'abbaye de Saint-Claude a des droits seigneuriaux à Arcine. En 1296, le comte de Genève inféode la maison-forte d'Arcine à François de Lucinges. En 1398, François de Verboux achète la seigneurie d'Arcine au dernier des Lucinges.
- Le Rhône n'était pas navigable entre le Crêt d'Eau et le Vuache. C'est pourquoi un chemin venait du port du Regonfle sur le Rhône (à Bassy), traversait Arcine et se dirigeait vers Chevrier et Genève.
- Fin XVIe s., des bandes huguenotes rodent.
- Au XVIIIe siècle, la Semine, région peu fertile, était plus pauvre que les environs. Il y avait beaucoup de broussailles. En 1754, la production agricole froment, seigle, orge et légumes secs. Mais le froment est vendu à l’extérieur. On produisait aussi un mauvais vin blanc. On comptait 84 bœufs, 46 vaches seulement (donc peu de lait et peu de fromages), 34 veaux, 3 chevaux, 60 moutons (laine) et 20 cochons. Les mauvaises années la nourriture est rare. En 1725 le repas des ouvriers qui travaillent à l’église le matin, et de raves avec du pain et du vin pour le soir. Le peuple mange du pain de blé noir et des fruits, des noix. De 1742 à 1749, occupation des troupes espagnoles. De 1753 à 1755, des enfants mangés par les loups.
- Au début du XIXe siècle, Clarafond appartient à l'arrondissement de Genève du département du Léman.
- Au début du XXe siècle, les maisons étaient couvertes en chaume.

## Politique et administration

### Liste des maires
| Période                                  | Période   | Identité             | Étiquette | Qualité |
| ---------------------------------------- | --------- | -------------------- | --------- | ------- |
| Les données manquantes sont à compléter. |           |                      |           |         |
| mars 2001                                | mars 2008 | Pierre Beauquis      | ...       | ...     |
| mars 2008                                | mars 2014 | Guy Bordon           | ...       | ...     |
| mars 2014                                | 2018      | Jean-Marc Lagriffoul |           |         |
| avril 2018                               | En cours  | Sylvie Taragon       |           |         |

### Élections

#### Régionales 20041ertour
Résultats complets
| Inscrits   | 498 |         |  |
| Votants    | 312 | 62,65 % |  |
| Exprimés   | 284 | 91,03 % |  |
| LCR/LO     | 15  | 5,28 %  |  |
| PS/PCF/PRG | 53  | 18,66 % |  |
| Verts      | 51  | 17,96 % |  |
| DVD        | 6   | 2,11 %  |  |
| UDF/UMP    | 96  | 33,80 % |  |
| FN         | 61  | 21,48 % |  |
| MNR        | 2   | 0,70 %  |  |

### Politique environnementale
En 2014, la commune de Clarafond bénéficie du label « ville fleurie » avec « une fleur » attribuée par le Conseil national des villes et villages fleuris de France au concours des villes et villages fleuris.

## Population et société

### Démographie
Les habitants, en langue savoyarde, s’appelaient les Clarafouni.
La population a évolué de la façon suivante :
- 1411 : 50 feux (= unité fiscale ; environ 3,5 personnes par « feu ») ;
- 1481 : 36 feux ;
- 1517 : 53 feux ;
- 1581 : 50 feux ;
- 1607 : 20 feux solvables ;
- 1730 : 360 habitants ;
- 1756 : 200 habitants.

L'évolution du nombre d'habitants est connue à travers les recensements de la population effectués dans la commune depuis 1793. Pour les communes de moins de 10 000 habitants, une enquête de recensement portant sur toute la population est réalisée tous les cinq ans, les populations de référence des années intermédiaires étant quant à elles estimées par interpolation ou extrapolation. Pour la commune, le premier recensement exhaustif entrant dans le cadre du nouveau dispositif a été réalisé en 2006.

En 2022, la commune comptait 1 053 habitants, en évolution de +3,54 % par rapport à 2016 (Haute-Savoie : +6,01 %, France hors Mayotte : +2,11 %).
| 1793 | 1800 | 1806 | 1822 | 1838 | 1848 | 1858 | 1861 | 1866 |
| ---- | ---- | ---- | ---- | ---- | ---- | ---- | ---- | ---- |
| 324  | 355  | 441  | 404  | 399  | 436  | 449  | 451  | 593  |

| 1872 | 1876 | 1881 | 1886 | 1891 | 1896 | 1901 | 1906 | 1911 |
| ---- | ---- | ---- | ---- | ---- | ---- | ---- | ---- | ---- |
| 600  | 614  | 569  | 566  | 514  | 456  | 446  | 409  | 432  |

| 1921 | 1926 | 1931 | 1936 | 1946 | 1954 | 1962 | 1968 | 1975 |
| ---- | ---- | ---- | ---- | ---- | ---- | ---- | ---- | ---- |
| 403  | 375  | 373  | 325  | 294  | 283  | 277  | 271  | 343  |

| 1982 | 1990 | 1999 | 2006 | 2011 | 2016  | 2021  | 2022  | - |
| ---- | ---- | ---- | ---- | ---- | ----- | ----- | ----- | - |
| 398  | 550  | 707  | 857  | 910  | 1 017 | 1 046 | 1 053 | - |

### Enseignement
- École maternelle publique ;
- École élémentaire publique.

## Économie
La commune fait partie du terroir pour les appellations d'origine contrôlées AOC « Vin de Savoie » et « Roussette de Savoie ».

## Culture locale et patrimoine

### Lieux et monuments
- Maison forte d'Arcine.

### Personnalités liées à la commune
- François Burdeyron, historien local, spécialiste de la Semine et des passages du Rhône. A écrit de nombreux ouvrages conservés aux archives départementales de Haute-Savoie et aux archives d'État de Genève.